# 汉书遗址
汉书遗址位于吉林省大安市月亮泡镇月亮湖南岸台地上，面积有75万平方米。此外，还包括了环月亮湖的东山头墓地、月亮湖渔场墓地等几十处同期遗址。1974、2001年两次发掘。汉书遗址发现了大量的房址、墓葬、灰坑等多处种类型的遗存以及装饰有篦点几何纹的筒形陶器、彩绘陶壶、红衣陶碗和各类青铜质的刀、扣等各种生活用品和生产工具。遗址中出土大量浇铸铜器的石范和陶范。汉书遗址可以区分为早、晚两个时期，早期被命名为“汉书一期文化”，时间跨度从西周时期到战国。晚期称为“汉书二期文化”，时间延续至汉代。2001年，公布为第五批全国重点文物保护单位。